# Amédée Brétignère
Amédée Brétignière (Pau, 21 novembre 1856 - La Rochelle, 5 septembre 1890) est un explorateur, géologue, planteur et entrepreneur français.

## Biographie
Amédée Brétignère est le fils de Louis-François Bretignière, professeur de lycée de La Rochelle, de Bordeaux et de Rouen, inspecteur d'académie, maire adjoint du 5e arrondissement de Paris, administrateur de la Caisse d'épargne, de Marie-Élisabeth Lecomte. Marié avec Élisabeth Catala, fils de Victor Catala, fabricant de papier, et d'Othilia Verdier, il est le beau-père de Claude Guillon-Verne.
Docteur en droit et rédacteur au Dalloz, fondé de pouvoir du capitaine Arthur Verdier, il est connu comme pionnier de l'exploitation du café et du cacao en Côte d'Ivoire.
Accomplissant trois voyages dans l'intérieur de l'Afrique de 1881 à 1883 pour reconnaître les mines d'or signalées par le roi d'Assinie, Amatifou, il crée à Elima la première plantation de café en 1882, avec des semences ramenées du Liberia l'année précédente. Il représente la France en qualité de commissaire pour la délimitation des frontières de la colonie d'Assinie (golfe de Guinée), dont il remet le rapport au ministre de la Marine.
Il figure sur un monument à La Rochelle, avec Arthur Verdier et Marcel Treich-Laplène.

## Œuvre
- Aux Temps héroïques de la Côte d'Ivoire, Pierre Roger, 1931